# Pilar Cordón
Pilar Lucrecia Cordón Muro (Zaragoza, España; 4 de marzo de 1973) es una amazona olímpica española, que compite en la modalidad de salto ecuestre.

## Biografía
Pilar Cordón es la tercera hija de Publio Cordón, empresario desaparecido tras un secuestro de los GRAPO en 1995. Inició su carrera deportiva a los 16 años en Italia. Ha participado en dos ocasiones en los Juegos Ecuestres Mundiales (2010 y 2014) y en tres ocasiones en el Campeonato Europeo de Saltos Ecuestres (2011, 2013 y 2015). 
Tras haber sido preseleccionada para participar en los Juegos Olímpicos de Sídney 2000, su debut olímpico se produjo finalmente en Río de Janeiro 2016, convirtiéndose en la primera mujer española en participar en las pruebas olímpicas de salto ecuestre. Finalizó en 11.ª posición por equipos y 46.ª en la competición individual.